# Communauté de communes du Contynois
Die Communauté de communes du Contynois war ein französischer Gemeindeverband mit der Rechtsform einer Communauté de communes im Département Somme in der Region Hauts-de-France. Sie wurde am 23. Dezember 1996 unter dem Namen Communauté de communes du Canton de Conty gegründet und später umbenannt. Der Gemeindeverband umfasste 23 Gemeinden, der Verwaltungssitz befand sich im Ort Conty.

## Historische Entwicklung
Am 1. Januar 2017 wurde der Gemeindeverband mit der 
- Communauté de communes de la Région d’Oisemont und der
- Communauté de communes du Sud-Ouest Amiénois

zur neuen Communauté de communes Somme Sud-Ouest zusammengeschlossen.

## Ehemalige Mitgliedsgemeinden
1. Bacouel-sur-Selle
2. Belleuse
3. Bosquel
4. Brassy
5. Contre
6. Conty
7. Courcelles-sous-Thoix
8. Essertaux
9. Fleury
10. Fossemanant
11. Frémontiers
12. Lœuilly
13. Monsures
14. Namps-Maisnil
15. Nampty
16. Neuville-lès-Lœuilly
17. Oresmaux
18. Plachy-Buyon
19. Prouzel
20. Sentelie
21. Thoix
22. Tilloy-lès-Conty
23. Velennes